# دانييل هيرنغتون
دانييل هيرنغتون (بالإنجليزية: Daniel Herrington)‏ هو سائق سباق ومهندس أمريكي، ولد في 12 يوليو 1986 في بالتيمور في الولايات المتحدة.